# Mohamed Rayhi
Mohamed Rayhi, né le 1er juillet 1994 à Eindhoven aux Pays-Bas, est un footballeur néerlando-marocain évoluant au poste de milieu offensif au Wydad AC.

## Biographie
Mohamed Rayhi naît aux Pays-Bas de parents originaires de Temsamane au Maroc. Il grandit dans le quartier de Woensel à Eindhoven, située au sud des Pays-Bas et commence le football dans le club amateur du WVVZ. 

### Formation au PSV Eindhoven (2003-2015)
En 2003, il est scouté par le PSV Eindhoven. Il finit par rejoindre le club en juillet 2003. En 2009, il est prêté pour une saison dans le club du Helmond Sport.
Il commence le football professionnel le 3 août 2013 dans un match de D2 néerlandaise, opposant le Jong PSV (équipe B) au Sparta Rotterdam. Lors de ce match, il marque également son premier but. Lors de ses deux saisons avec le Jong PSV, il dispute 48 matchs et marque dix buts. Confronté à une forte concurrence en équipe A, Rayhi est contraint de se trouver un nouveau club pour découvrir l'Eredivisie.

### NEC Nimègue (2015-2018)
Il signe en juillet 2015 un contrat libre jusqu'en mi-2017 avec le NEC Nimègue. Il joue son premier match d'Eredivisie le 23 août 2015 contre l'Ajax Amsterdam. Dans la Coupe des Pays-Bas, il marque son premier but le 22 septembre 2015 face à Noordwijk. Quant à son premier but en Eredivisie, il marque le 16 octobre 2016 son premier but dans un match à domicile contre le Feyenoord Rotterdam (défaite, 1-2). Le 30 mars 2017, le NEC Nimègue prolonge son contrat jusqu'en 2018.
Le 28 mai 2017, son équipe est reléguée en deuxième division néerlandaise.

### Sparta Rotterdam (2018-2020)
Lors de la fin de son contrat avec le NEC Nimègue, il est recruté par le Sparta Rotterdam, active également en deuxième division néerlandaise. Lors de sa première saison avec le Sparta (2018-19), il est promu en Eredivisie après une saison individuelle époustouflante avec treize buts en six passes décisives en 29 matchs.

## Style de jeu
Mohamed Rayhi est un joueur évoluant au poste d'attaquant de pointe et en milieu offensif. De par sa taille moyenne (1,77 mètre), Rayhi est un joueur très à l'aise dans le jeu aérien. Ce qui l'amène à jouer en pivot. Il est également bon finisseur. Lors de la saison 2018-2019, il est considéré comme un des meilleurs attaquants de l'Eerste Divisie. 
Ses atouts majeurs sont sa vision de jeu et son physique. Il possède une bonne technique balle au pied mais est aussi très habile défensivement grâce à sa capacité à reprendre le ballon à l'opposant avec ses tacles puissants. Il est connu pour sa vitesse, son endurance et sa présence physique, qu'il combine souvent afin d'effectuer de longues courses depuis le rond central jusqu'au but adverse. 
Il est aussi capable de marquer des buts grâce à sa puissance de frappe, son jeu de tête, mais aussi son habileté à tirer les penaltys.

## Statistiques

### En sélection
Le tableau suivant liste les rencontres de l'équipe du Pays-Bas des catégories des jeunes dans lesquelles Mohamed Rayhi a été sélectionné entre le 12 octobre 2013 jusqu'en mai 2015.

## Palmarès

### Distinctions individuelles
- Meilleur buteur du championnat de la saison 2024-2025 avec 11 buts.